# 矿物水合作用
矿物水合作用（Mineral hydration）是一种将水加入到矿物晶体结构中的无机化学反应，通常会产生一种被称为“水合物”的新矿物。
在地质学术语中，矿物水化过程称为“逆向变质”，是发生在逆变质作用中的一个过程。它常常伴随着交代作用一起，并且是矿体周围围岩蚀变的特征，矿物的水合作用经常与构造或火成活动驱动的热液循环同时发生。

## 作用过程
矿物水合主要通过两种方式，一种是将氧化物转化为双氢氧化钙，如将氧化钙（CaO）水合为氢氧化钙（CaOH2）；另一种是将水分子直接并入新矿物的晶体结构中。后一种作用表现为长石至粘土矿物，石榴石到绿泥石或蓝晶石到白云母的水合转变作用。
矿物水合也是表岩屑中将硅酸盐矿物转化为粘土矿物的一种作用过程。
一些矿物结构，如蒙脱石，能够在矿物结构不发生明显变化的情况下改变含水量。
水合作用是水硬性粘合剂如波特兰水泥产生强度的机制。水硬性粘合剂是一种通过水合反应形成不溶性产物，从而在水中凝固和硬化的材料。术语水硬性或水力活性表示水合反应的化学亲和性。

## 水合矿物示例
水合矿物的示例包括：
- 硅酸盐（(SiO4−
4、SiO2）
  - 页硅酸盐，粘土矿物“通常可在岩石风化物或热液系统中发现”[1]。
    - 绿泥石
    - 白云母
- 非硅酸盐类
  - 氧化物(O−
2、Al2O3、·Fe2O3等)
    - 水镁石（brucite）[1]
    - 针铁矿[1]

  - 碳酸盐 (CO2−
3等)
    - 水菱镁矿（hydromagenesite）[1]

  - 羟基化矿物
    - 皂石（saponite）[1]
    - 滑石[1]
    - 羟镁硫铁（tochilinite），一种硫化物[1]。

## 另请查看
- 粘土-水相互作用
- 水合